# Moldavia en los Juegos Olímpicos de Pekín 2022
Moldavia estuvo representada en los Juegos Olímpicos de Pekín 2022 por un total de cinco deportistas que competirán en dos deportes. Responsable del equipo olímpico es el Comité Nacional Olímpico y Deportivo de la República de Moldavia, así como las federaciones deportivas nacionales de cada deporte con participación.
La portadora de la bandera en la ceremonia de apertura fue la piloto de luge Doina Descalui. El equipo olímpico moldavo no obtuvo ninguna medalla en estos Juegos.